# Stare Załubice
Stare Załubice – wieś w Polsce położona w województwie mazowieckim, w powiecie wołomińskim, w gminie Radzymin. 
Na terenie wsi utworzono dwa sołectwa Stare Załubice i Wolica.
W latach 1975–1998 miejscowość administracyjnie należała do województwa warszawskiego.

## Położenie
Stare Załubice leżą nad rzeką Rządzą i J.Zegrzyńskim.

## Części wsi
| SIMC    | Nazwa  | Rodzaj     |
| ------- | ------ | ---------- |
| 0007858 | Wolica | przysiółek |

## Komunikacja
Miejscowość posiada dogodne połączenia autobusowe z Warszawą na trasach:
- Arciechów – Radzymin – Marki – Warszawa Gdańska – Warszawa Wileńska,
- Stare Załubice – Rynia – Białobrzegi – Nieporęt – Warszawa Zachodnia.

Od dnia 12.11.2008 na wniosek UMiG Radzymin, miejscowość jest obsługiwana
komunikacją warszawskiego Zarządu Transportu Miejskiego tj.
linią podmiejską 734 kursującą na trasie: Żerań FSO – Nowe Załubice
Od 8.02.2020 r. linia 734 została zastąpiona przez linię 705: Metro Marymont - Nowe Załubice.
W ramach komunikacji gminy Radzymin, Stare Załubice obsługiwane są także poprzez gminną linię autobusową R5. Linia kursuje od poniedziałku do soboty poza świętami.  

## Ważniejsze obiekty
Do ważniejszych obiektów znajdujących się w Starych Załubicach zalicza się:
- Zespół Szkół im. Armii Krajowej, w skład którego wchodzi – przedszkole, szkoła podstawowa
- Ochotnicza Straż Pożarna
- Biblioteka publiczna znajdująca się w remizie strażackiej
- Piłkarski Klub Sportowy "Rządza Załubice".

## Galeria

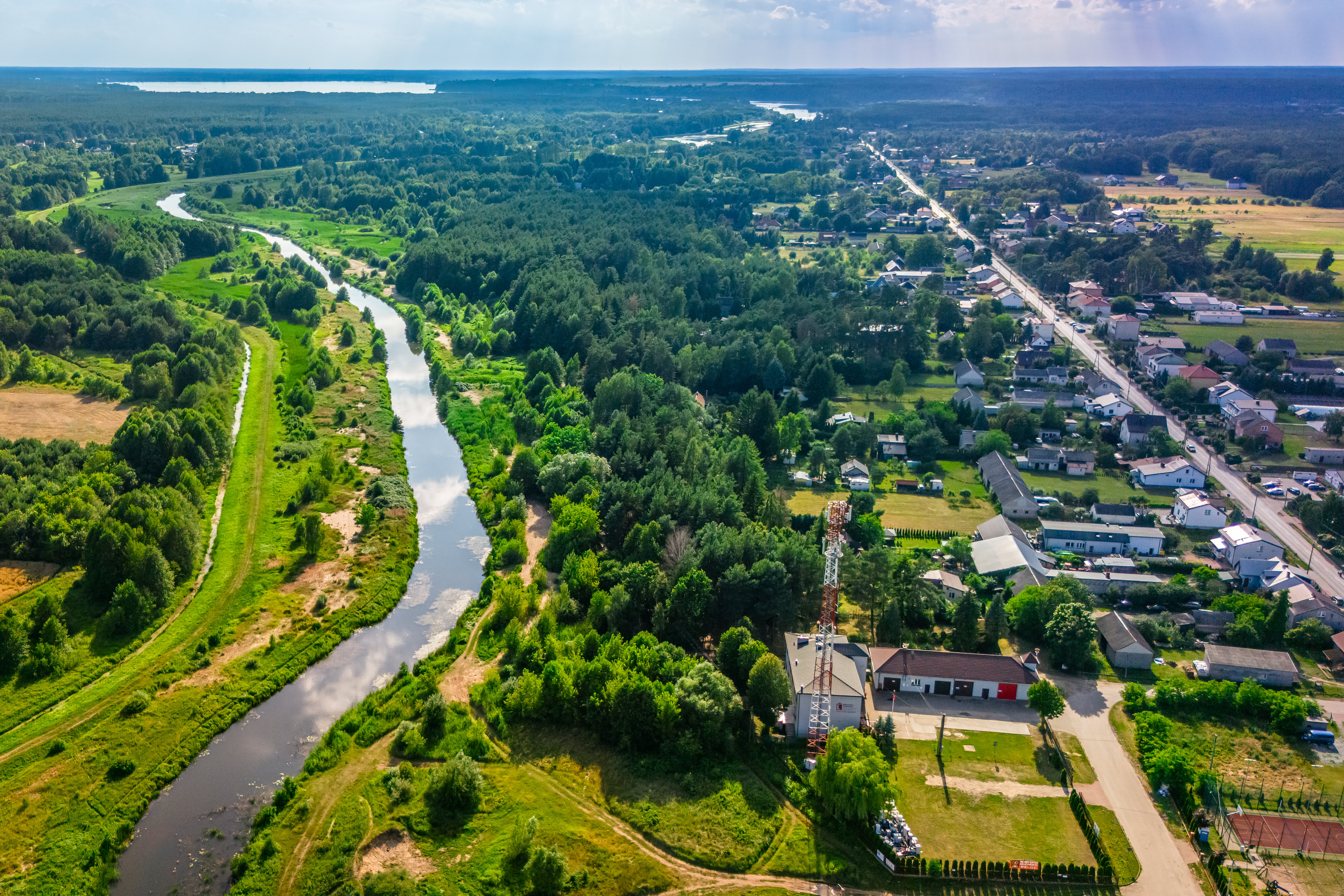
Stare Załubice, rzeka Rządza, OSP, Biblioteka, ul. Mazowiecka